# Titabé
Titabé è un dipartimento del Burkina Faso classificato come comune, situato nella Provincia di Yagha, facente parte della Regione del Sahel.
Il dipartimento si compone del capoluogo e di altri 12 villaggi: Batibogou, Bortoré, Diaounga, Dioungodio, Ipeli, Kourori, Ouro-Sabou, Pougoumbiel, Tégou-Ladiel, Tégou–Mango, Tialé e Tiékagnibi.